# ソッピース スナイプ
ソッピース スナイプ
- 用途：戦闘機
- 分類：複葉機
- 設計者：ハーバート・スミス
- 製造者：ソッピース・アビエーション
- 運用者**イギリス空軍
  - オーストラリア空軍
  - カナダ空軍
- 初飛行：1917年10月
- 生産数：2,097機
- 運用開始：1918年
- 退役：1926年

ソッピース 7F.1 スナイプ（Sopwith 7F.1 Snipe）は、イギリス空軍の単座複葉戦闘機。第一次世界大戦中にソッピース・アヴィエーション社によって設計・製作された。

## 設計と開発
1917年前半に、ソッピース社の主任設計者であるハーバート・スミスは、同社の最も有名な飛行機であり、傑作機であるソッピース キャメルの後継となる戦闘機の設計を開始した。
スナイプの試作機には、いくつかの小さな技術的問題があった。特に最大速度は、最初から予想を下回っていた。当時においてさえスナイプは高速機ではなかった。
スナイプの構造は初期のソッピース戦闘機より重くなっていたが、非常に強靭だった。1918年の段階では高速の航空機とはいえなかったが、非常に機動性が良く、操縦席からの視界も特に前方と上方が良好で、取り扱いはキャメルよりはるかに簡単だった。またスナイプは上昇率でも優れ、高高度性能もそれ以前の飛行機に比べて優秀で、ドイツの新型戦闘機とも対等以上に戦うことができた。スナイプには戦中・戦後にさらなる改良が施された。スナイプはイギリス空軍で使用された最後のロータリーエンジンであるベントレーBR2エンジンを前提に作られ、10,000フィートの高度でキャメルの185 km/hに対し195 km/hの最大速度を発揮し、また3時間の航続時間を持っていた。固定武装はカウリング上面のヴィッカース7.7 mm機関銃2挺であり、加えて地上攻撃用として最高4発の25ポンド（11 kg）爆弾を搭載できた。これはキャメルと同一だった。設計段階では1挺のルイス機銃をソッピース ドルフィンと同様に中心部に取り付けることも可能となっていたが、生産型では採用されなかった。
スナイプは4,500機を超える発注が行われ、1918年に生産が開始されたが、戦争終結により500機弱を生産したところで1919年に打ち切られ、残りはキャンセルされた。スナイプのタイプはスナイプIの1種類のみだが、生産はソッピース、ボールトンポール、コヴェントリー・オードナンス、ネイピア&サン、ニューポール、ラシュトン・プロクターなどの複数の会社で行われた。
2機のスナイプがエンジンを320馬力のABCドラゴンフライ星型エンジンに換装してソッピース ドラゴンとして生産が行われた。装甲型はソッピース サラマンダーとして生産が行われた。

## 運用歴
1918年3月、試作機は第1航空機供給廠（Aeroplane Supply Depot、No.1 ASD）から高い評価を得た。L・N・ホリングハースト大尉（後でソッピース ドルフィンで撃墜王となり、最終的には空軍大将となった）は45分で24,000フィートまで上昇した。
スナイプは1918年9月に第43飛行隊とともにフランスに展開した。また10月にはオーストラリア航空隊（AFC）にも配備された。そして第208飛行隊も11月にキャメルから機種変更したが、これは実戦には間に合わなかった。
カナダは戦後になってスナイプを運用したが、カナダ空軍（RCAF）が形成される1年前の1923年に退役した。
スナイプの戦争参加はわずかの期間だったが、いろいろな任務をこなし、有力な戦闘機であることを実証した。

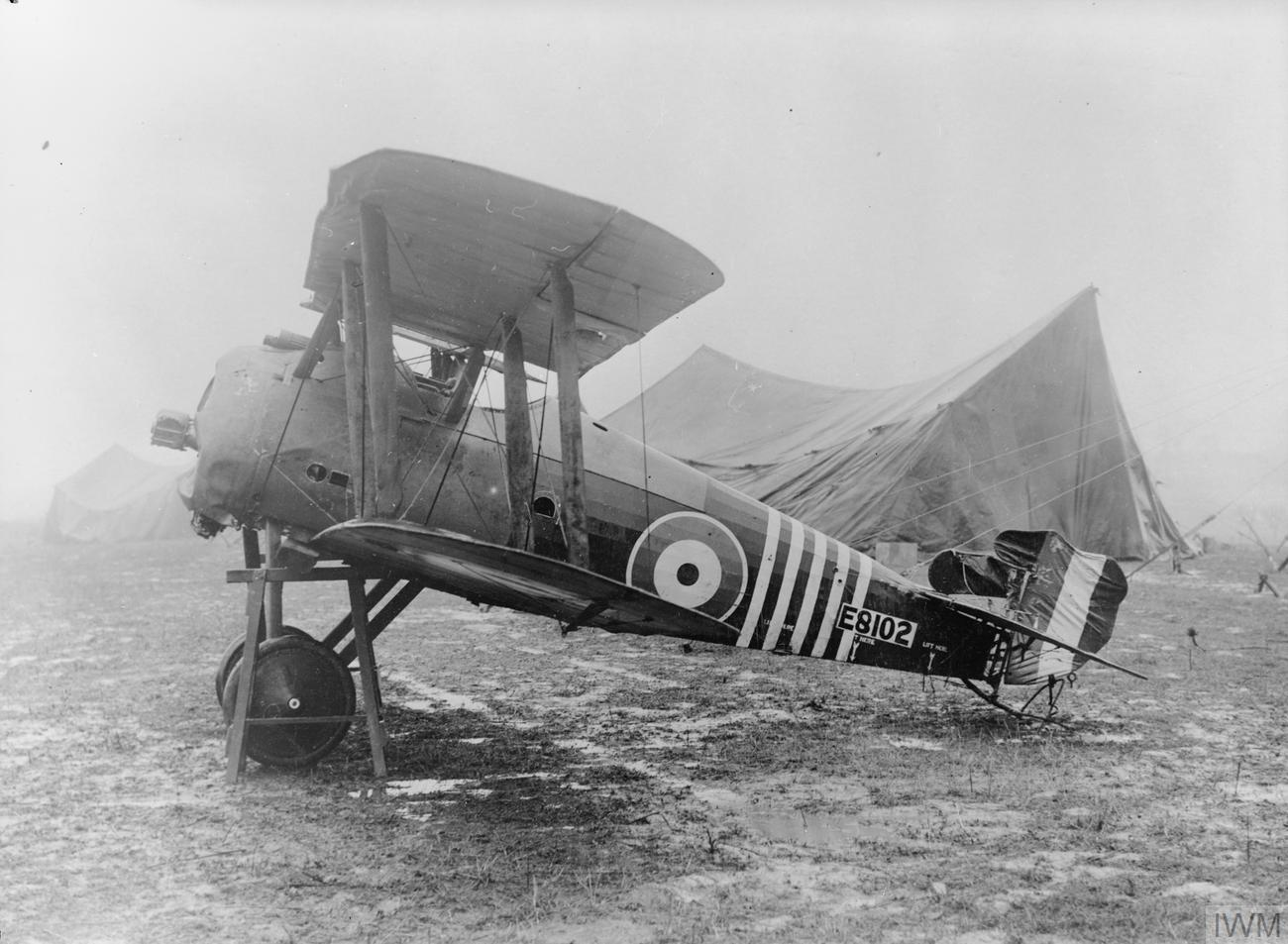
ウィリアム・バーカーの乗機

スナイプに関する最も有名な出来事は1918年10月27日にイギリス空軍第201飛行隊のカナダ人パイロット、ウィリアム・ジョージ・バーカー少佐に起こったものである。少佐はその時フランスのモルマルの森上空を飛行していた。バーカーのスナイプ（No.E8102）は、彼のイギリス本国での訓練任務に関連して個人的な評価目的のために持ってこられたもので1回限りの使用のはずであった。戦闘はバーカーの実戦経験を更新するための2週間の期間の最後、まさにイギリスに帰国せんとしているときに起こった。フランスの戦場上空における最後の戦いとして、バーカー少佐はドイツの複座機を攻撃し、簡単にそれを撃墜した。しかしバーカーもまたすぐにフォッカー D.VII戦闘機によって攻撃された。その機もいくらか抵抗を示したあと撃墜されたが、その後バーカーは一人で、第一次世界大戦におけるドイツ屈指の名戦闘機とされるD.VIIの60機編隊によって攻撃され続けた。交戦中バーカーは3回負傷し、そのたびごとに少し意識を失った。それ以降の乱戦は膨大な数の連合軍兵士によって目撃された。バーカーは、乗機のスナイプこそ着陸時に破壊されたものの、なんとかイギリス軍の戦線まで戻ることが出来た。バーカーはこの英雄的な戦闘によりヴィクトリア十字勲章を受章した。この事件の最終の戦闘報告（バーカーは負傷していたため別人が記述した）は3機の敵機（勲章の表彰状の中では4機と書かれている）の撃墜を報告している。
スナイプは大戦中のわずかな活動期間中にかなりの数の勝利を得た。1919年、スナイプはロシア革命に続く内戦において、ボリシェヴィキに対抗する白軍を支援する連合国の干渉作戦に使用された。その際、少数のイギリス空軍のスナイプがボリシェヴィキに捕獲され、実戦部隊に送られた。
スナイプは戦後のイギリス空軍の標準的な単座戦闘機に選ばれて使用され、最後のスナイプが引退したのは1926年になってのことだった。

## 運用者
イギリス
- イギリス陸軍航空隊 / イギリス空軍
  - 第1 / 3 / 17 / 19 / 23 / 25 / 29 / 32 / 37 / 41 / 43 / 45 / 56 / 70 / 71 / 78 / 80 / 81 / 111 / 112 / 143 / 201 / 208飛行隊

 オーストラリア
- オーストラリア陸軍航空隊
  - 第4飛行隊（フランス） / 第5（訓練）飛行隊（イギリス） / 第8（訓練）飛行隊（イギリス）

 カナダ
- カナダ空軍
  - 第1飛行隊

## 性能諸元
諸元
- 乗員: 1名
- 全長: 5.84 m （19フィート 2インチ）
- 全高: 2.90 m （9フィート 6インチ）
- 翼幅: 9.47 m（31フィート 1インチ）
- 翼面積: 25.46 m2 （274 ft2）
- 空虚重量: 590 kg （1,305ポンド）
- 運用時重量: 955 kg （2,105ポンド）
- 動力: ベントレー BR2 ロータリーエンジン、172 kW （230 hp）   × 1

性能
- 最大速度: 195 km/h （3,050 m）
- 航続距離: 3時間
- 実用上昇限度: 6,100 m
- 上昇率: 296 m/分、3,050m（10,000フィート）まで 9分25秒

武装
- 固定武装: 7,7 mm ヴィッカース機関銃 ×2
- 爆弾: 25ポンド（11 kg）爆弾 ×4

## 参考資料
- Franks, Norman. Dolphin and Snipe Aces of World War I (Aircraft of the Aces). London: Osprey Publishing, 2002. ISBN 1-84176-317-9.